# Dezember 1994
Portal Geschichte | Portal Biografien | Aktuelle Ereignisse | Jahreskalender | Tagesartikel

◄ |
19. Jahrhundert |
20. Jahrhundert
| 21. Jahrhundert

◄ |
1960er |
1970er |
1980er |
1990er
| 2000er | 2010er | 2020er | ►

◄ |
1990 |
1991 |
1992 |
1993 |
1994
| 1995 | 1996 | 1997 | 1998 | ►

◄ |
September 1994 |
Oktober 1994 |
November 1994 |
Dezember 1994 |
Januar 1995 |
Februar 1995 |
März 1995 |
►
Dieser Artikel behandelt aktuelle Nachrichten und Ereignisse im Dezember 1994.

## Tagesgeschehen

### Donnerstag, 1. Dezember 1994
- Lübeck/Deutschland: Die Staatsanwaltschaft nimmt Ermittlungen auf, um zu klären, ob der im Oktober 1987 in einer Badewanne in Genf tot aufgefundene ehemalige Ministerpräsident von Schleswig-Holstein Uwe Barschel (CDU) Opfer eines Mordes wurde.[1]
- Tokio/Japan: Der CA Vélez Sarsfield aus Argentinien gewinnt das Spiel um den Fußball-Weltpokal für Vereinsmannschaften mit 2:0 gegen den AC Mailand aus Italien.[2]

### Samstag, 3. Dezember 1994

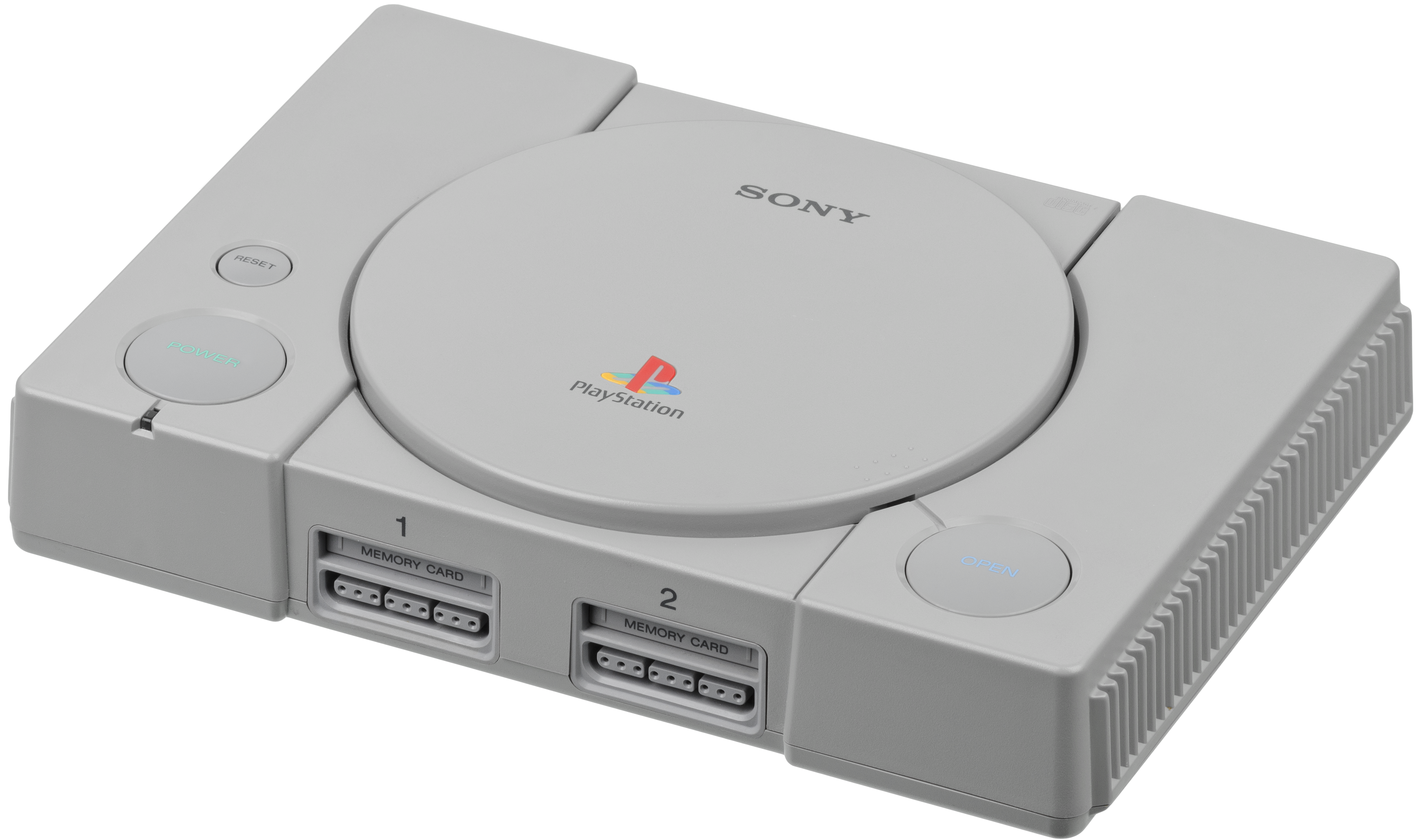
Spielkonsole mit CD-Laufwerk: PlayStation

- Tokio/Japan: Der Elektronikkonzern Sony beginnt mit dem Verkauf der Spielkonsole PlayStation. Deren CD-ROM-Laufwerk schuf das Unternehmen ursprünglich für das Super Nintendo Entertainment System. Nach Nintendos Rückzug aus der Zusammenarbeit entschloss sich Sony zur Entwicklung einer eigenen Konsole.[3]

### Sonntag, 4. Dezember 1994
- Bern/Schweiz: In der heutigen Volksabstimmung lehnen die teilnehmenden Stimmberechtigten das Anliegen der Volksinitiative „für eine gesunde Krankenversicherung“ ab und nehmen stattdessen die Gesetzesvorlage zur Krankenversicherung an, welche die Pflicht zum Abschluss einer Krankenversicherung beinhaltet und in der u. a. die Altersklassen abgeschafft werden. Außerdem votieren die Abstimmenden für die Legalität von Zwangsmaßnahmen im Bereich Asyl.[4][5][6][7]

### Montag, 5. Dezember 1994
- Budapest/Ungarn: Diplomaten aus Russland, dem Vereinigten Königreich und den Vereinigten Staaten unterzeichnen auf der Konferenz über Sicherheit und Zusammenarbeit in Europa ein Memorandum, dass ihre Länder Souveränität und territoriale Integrität der Staaten Belarus, Kasachstan und Ukraine akzeptieren, wenn diese Verzicht üben auf den Besitz von Kernwaffen.[8][9][10]

### Donnerstag, 8. Dezember 1994
- Addis Abeba/Äthiopien: Die Verfassunggebende Versammlung, in der überwiegend Mandatsträger der Übergangsregierung Äthiopiens vertreten sind, nimmt die vorgeschlagene neue Verfassung an, mit der circa vier Jahre nach dem Sturz der Regierung der Demokratischen Volksrepublik Äthiopien die „Demokratische Bundesrepublik Äthiopien“ begründet werden soll. Für die endgültige Annahme der Verfassung ist eine Volksabstimmung vorgesehen.[11]
- Schwerin/Deutschland: Der Landtag wählt den seit 1992 amtierenden Ministerpräsidenten Berndt Seite (CDU) erneut zum Regierungschef in Mecklenburg-Vorpommern.[12]

### Samstag, 10. Dezember 1994
- Essen/Deutschland: Bundeskanzler Helmut Kohl zieht ein positives Fazit des zweitägigen Gipfels der Staats- und Regierungschefs der Mitgliedstaaten der Europäischen Union (EU) und bezeichnet ihn als „historische Stunde für die EU und Europa“. Die Mitgliedstaaten kamen darin überein, die EU nach Osten um fast alle Staaten zu erweitern, die bis vor wenigen Jahren dem Militärbündnis Warschauer Pakt angehörten, konkret sind es Bulgarien, Polen, Rumänien, die Slowakei, die Tschechische Republik und Ungarn. Die Geschwindigkeit der EU-Erweiterung ist vom Verlauf der jeweiligen Aufnahmeverfahren abhängig.[13]

### Sonntag, 11. Dezember 1994

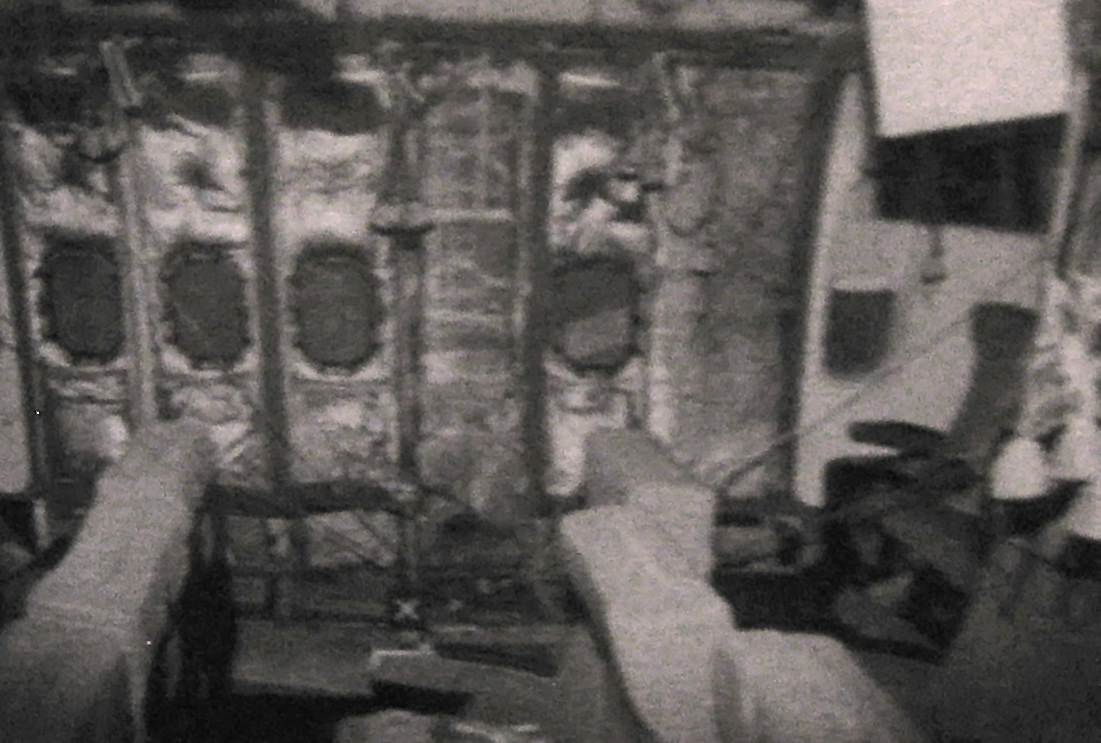
Innenraum der Boeing 747-200 des Philippine-Airlines-Flugs 434

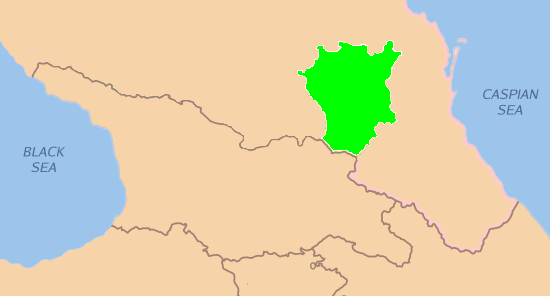
Lage der Republik Tschetschenien im Nordkaukasus

- Manila/Philippinen: Der pakistanische Terrorist Ramzi Ahmed Yousef schmuggelt eine Bombe an Bord des Philippine-Airlines-Flugs 434 und versteckt sie unter einem Sitz. Als der Sprengsatz explodiert, stirbt ein Passagier, den Piloten gelingt eine Notlandung. Sicherheitsexperten stellen für die letzten Monate eine Häufung versuchter Flugzeugattentate fest, die jedoch meist fehlschlagen.[14]
- Miami/Vereinigte Staaten: Der erste Gipfel der „Americas“ (Nord-, Mittel- und Südamerika) endet mit der Erklärung, eine „Partnerschaft für Entwicklung und Demokratie“ zu errichten. Als größte Gefahr für die Demokratie bezeichnen die Teilnehmer aus 34 Staaten die Korruption. Des Weiteren bekräftigen die Staats- und Regierungschefs ihren Willen, dass ihre Länder eines Tages eine Amerikanische Freihandelszone bilden werden.[15]
- Tschetschenien/Russland: Im Konflikt zwischen Russland und der separatistischen Bewegung unter Führung des früheren Offiziers der Roten Armee Dschochar Dudajew im Gliedstaat Tschetschenien starten die Streitkräfte Russlands eine militärische Offensive gegen die islamisch geprägte Region. Das russische Heer greift in drei Kolonnen aus Osten und Westen an und erhält Unterstützung durch die Luftstreitkräfte.[16]

### Montag, 12. Dezember 1994
- Tschetschenien/Russland: Im Tschetschenienkrieg endet der Vormarsch des russischen Heers auf Grosny, die Hauptstadt der russischen Teilrepublik, rund 20 km vor den Außenbezirken der Stadt. Die tschetschenischen Widerstandskämpfer sind gut bewaffnet und scheinbar besser organisiert als die Russischen Streitkräfte.[17]

### Mittwoch, 14. Dezember 1994
- Sandouping/China: Ministerpräsident Li Peng (KP China) weist in der Zeremonie zum Aushubbeginn für die Errichtung der Drei-Schluchten-Talsperre in der Provinz Hubei auf die Vorteile für die flussabwärts des Jangtsekiangs lebenden Menschen hin, die mit der Staumauer eine „riesige Anlage zur Hochwasserregulierung“ erhalten werden. Die Talsperre wird nach ihrer Fertigstellung das größte Wasserkraftwerk der Welt sein. Bis dahin wird der Staat nach eigenen Angaben circa 1,2 Millionen Menschen umsiedeln.[18]

### Donnerstag, 15. Dezember 1994
- New York/Vereinigte Staaten: Die Vereinten Nationen nehmen Palau als neues Mitglied auf.[19]

### Freitag, 16. Dezember 1994
- Bern/Schweiz: Die Bundesversammlung stimmt dem Marrakesch-Abkommen zur Errichtung einer Welthandelsorganisation (WTO) zu. Die Schweiz muss künftig die Regeln der Organisation in ihrem nationalen Recht verankern.[20]

### Sonntag, 18. Dezember 1994
- Sofia/Bulgarien: In einer Phase des politischen Patts zwischen pro-marktwirtschaftlichen Kräften wie Präsident Schelju Schelew einerseits sowie Akteuren, die größere soziale Sicherheit einfordern, andererseits gewinnt der Block um die Nachfolgepartei der ehemaligen Kommunistischen Partei, als erklärter Gegner des Präsidenten, die vorgezogenen Neuwahlen zum Parlament.[21]

### Samstag, 24. Dezember 1994
- Dar El Beïda/Algerien: Auf dem Flughafen Houari Boumedienne entführen vier als Polizisten verkleidete Mitglieder der Bewaffneten Islamischen Gruppe ein Flugzeug vom Typ Airbus A300 des Air-France-Flugs 8969 mit 220 Passagieren, unter ihnen ein algerischer Polizist und ein Diplomat aus Vietnam, die beide von den Entführern hingerichtet werden. Die Streitkräfte umstellen das Flugzeug. Die Entführer fordern entweder die Freilassung von zwei in Algerien inhaftierten Terroristen der Islamischen Heilsfront oder die Startfreigabe. Das ursprüngliche Ziel des Flugs war der Flughafen Paris-Orly in Frankreich.[22]

### Sonntag, 25. Dezember 1994
- Dar El Beïda/Algerien: Das auf dem Flughafen Houari Boumedienne von den Streitkräften festgesetzte Air-France-Flugzeug, das sich in der Gewalt von Terroristen der Bewaffneten Islamischen Gruppe befindet, soll nach Wunsch der Terroristen über der Innenstadt von Paris, Frankreich, zur Explosion gebracht werden. Diese Meldung erreicht das französische Innenministerium vom algerischen Nachrichtendienst. Die Entführer töten einen Koch der französischen Botschaft in Algier. Bis Ende des Tages bleibt es bei einem Patt zwischen den Terroristen und den Streitkräften.[23]

### Montag, 26. Dezember 1994
- Dar El Beïda/Algerien, Marseille/Frankreich: Das von Mitgliedern der Bewaffneten Islamischen Gruppe gekaperte Flugzeug der Air France mit 172 Geiseln an Bord erhält vom Ministerpräsidenten Algeriens Mokdad Sifi kurz nach Mitternacht die Startfreigabe, um welche französische Politiker ihre algerischen Kollegen seit Stunden baten. In Marseille wird ein Tankstopp durchgeführt. Das Endziel der Terroristen lautet Paris. Im Tagesverlauf lassen die Entführer zwei weitere Personen frei. Gegen 17.00 Uhr stürmt die Eingreiftruppe der Nationalgendarmerie die Maschine und im anschließenden Schusswechsel sterben die vier Geiselnehmer, während alle übrigen Insassen überleben.[24]

## Weblinks

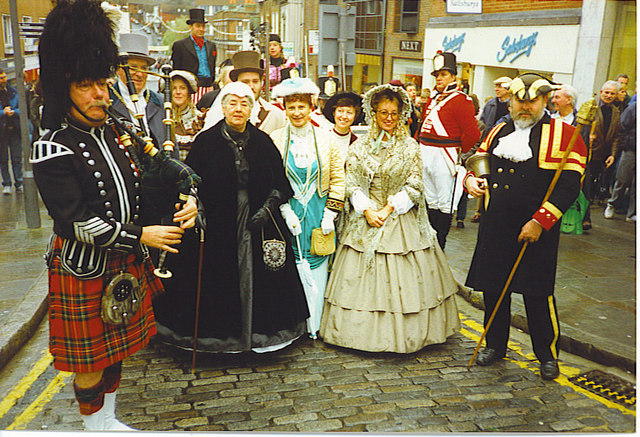
England im Dezember 1994